# Anafiotica
Anafiotica (in greco Αναφιώτικα?) è un quartiere di Atene, parte del vecchio quartiere storico chiamato Plaka. Si trova nel lato nord-est della collina dell'Acropoli.

## Storia
Le prime case furono costruite nell'era di Ottone di Grecia, quando i lavoratori dell'isola di Anafi arrivarono ad Atene per lavorare come operai edili nella ristrutturazione del palazzo di Re Ottone. I primi due abitanti furono elencati come G. Damigos, falegname, e M. Sigalas, operaio edile. Ben presto anche i lavoratori delle altre isole delle Cicladi iniziarono ad arrivare lì, a lavorare come carpentieri o anche lavoratori di pietra e marmo, in un ulteriore periodo di ricostruzione di un edificio ad Atene, ma anche nell'era successiva dopo la fine del regno di Re Ottone.

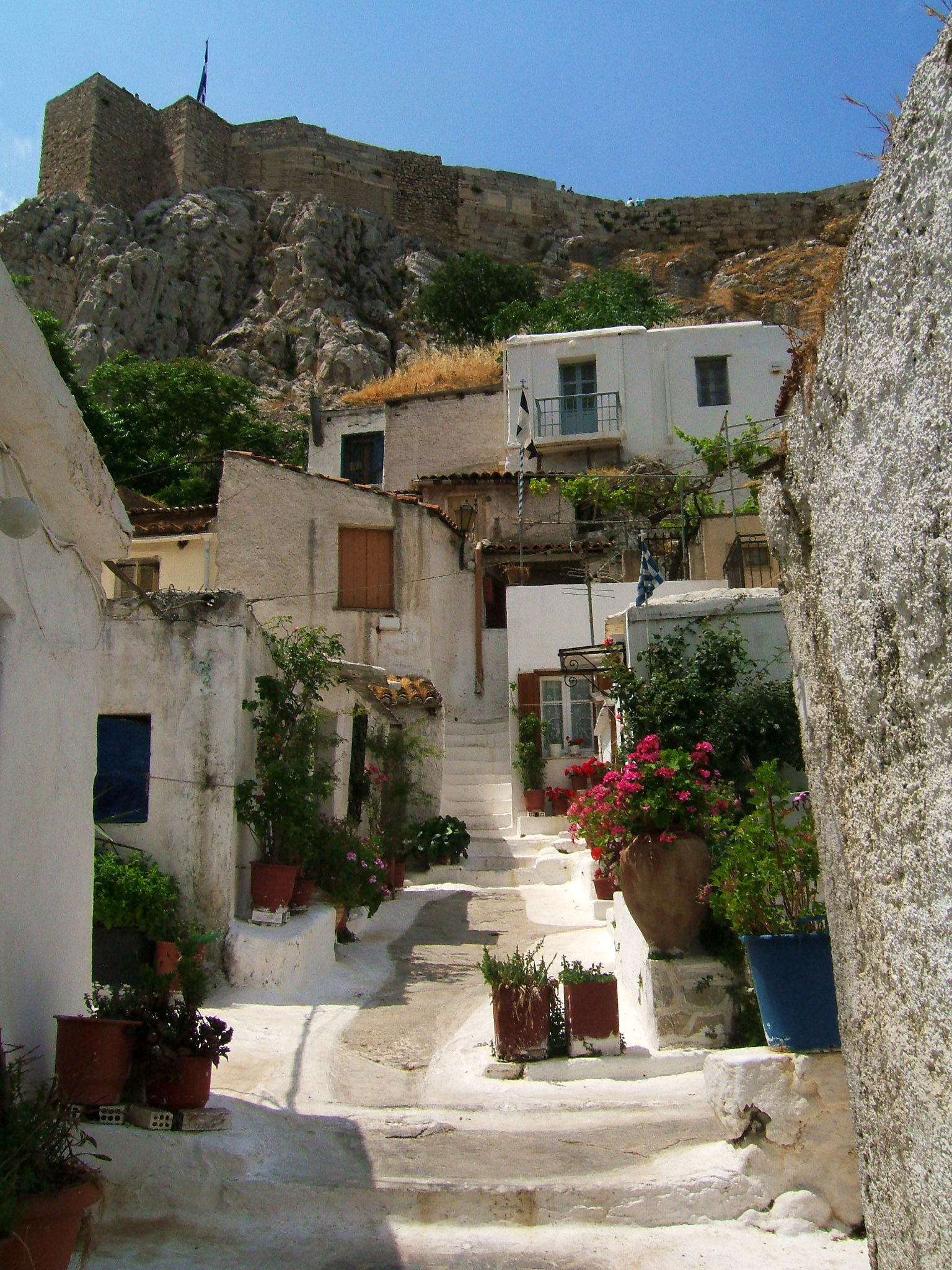
Vista dell'Acropoli da Plaka, che mostra il quartiere Anafiotica

Nel 1922 anche i profughi greci provenienti dall'Asia Minore si stabilirono qui, modificando la popolazione che fino a quel momento era solo dalle isole delle Cicladi. Nel 1950, parte di questo quartiere fu distrutta per la ricerca archeologica e nel 1970 lo stato iniziò a comprare le case. Nell'era moderna, rimangono solo 45 case, mentre le stradine da Stratonos all'Acropoli sono ancora senza nome e le case sono indicate come "Anafiotica 1", "Anafiotica 2", etc.
Il quartiere è stato costruito secondo la tipica architettura delle Cicladi e ancora oggi ai visitatori dà la sensazione delle isole greche nel cuore della città, con pareti bianche e piccoli spazi, di solito con la presenza di fiori di bougainvillea. Le case sono piccole e per lo più cubiche, piccole strade che spesso finiscono con scale a pioli o persino con terrazze, dove ci si può sedere e godersi la vista notturna della città. «In questa oasi di tranquillità, nascosta sotto le mura dell'Acropoli, l'intensità di Atene sembra lontanissima...».